# Wybory parlamentarne w Mołdawii w 2009 roku (kwiecień)
Wybory parlamentarne w Mołdawii odbyły się 5 kwietnia 2009 roku. Zwyciężyła w nich Partia Komunistów Republiki Mołdawii uzyskując wynik 49,48% głosów, co dało jej 60 mandatów. Do parlamentu dostały się łącznie cztery ugrupowania. Frekwencja wyniosła 59,49%. Ogłoszenie wyników wyborów doprowadziło do zamieszek w kraju.

## Wyniki
| Nazwa partii                                         | Głosy     | Procent | Mandaty | +/- |
| ---------------------------------------------------- | --------- | ------- | ------- | --- |
| Partia Komunistów Republiki Mołdawii                 | 760 139   | 49,48%  | 60      | +4  |
| Partia Liberalna                                     | 201 812   | 13,14%  | 15      | +15 |
| Partia Liberalno-Demokratyczna                       | 190 932   | 12,43%  | 15      | +15 |
| Partia Sojusz Nasza Mołdawia                         | 150 110   | 9,77%   | 11      | +11 |
| Socjaldemokratyczna Partia Mołdawii                  | 56 855    | 3,70%   | 0       | -4  |
| Mołdawska Chrześcijańsko-Demokratyczna Partia Ludowa | 46 549    | 3,03%   | 0       | -8  |
| Demokratyczna Partia Mołdawii                        | 45 623    | 2,97%   | 0       | -   |
| Centrowa Unia Mołdawii                               | 42 242    | 2,75%   | 0       | -   |
| Akcja Europejska                                     | 15,447    | 1,01%   | 0       | -   |
| Partia Konserwatywna                                 | 4 384     | 0,29%   | 0       | -   |
| Zjednoczona Mołdawia                                 | 3 360     | 0,22%   | 0       | -   |
| Partia Republikańska                                 | 1 438     | 0,09%   | 0       | -   |
| Niezależni                                           | 17 253    | 1,12%   | 0       | -   |
| Suma (frekwencja 59,50%)                             | 1 536 144 | 100,00% | 101     | ±0  |